# Arthromeris phuluangensis
Arthromeris phuluangensis är en stensöteväxtart som beskrevs av Tag. och Iwatsuki. Arthromeris phuluangensis ingår i släktet Arthromeris och familjen Polypodiaceae. Inga underarter finns listade.